# Singapperumālkovil
Singapperumālkovil är en ort i Indien.   Den ligger i distriktet Kancheepuram och delstaten Tamil Nadu, i den södra delen av landet, 1 800 km söder om huvudstaden New Delhi. Singapperumālkovil ligger 53 meter över havet och antalet invånare är 8 301.
Terrängen runt Singapperumālkovil är platt. Runt Singapperumālkovil är det tätbefolkat, med 550 invånare per kvadratkilometer. Närmaste större samhälle är Chengalpattu, 8,1 km söder om Singapperumālkovil. Omgivningarna runt Singapperumālkovil är en mosaik av jordbruksmark och naturlig växtlighet.